# グロトン (コネチカット州の市)
グロトン（英: Groton、t[ˈɡrɒtən]）は、アメリカ合衆国コネチカット州のニューロンドン郡にある都市。人口は9,387人（2020年）。グロトン町の中にある政治的に独立した小区分の市である。グロトン市はグロトン町の西端に位置している。

## 歴史
グロトンは1655年にグロトンバンクとして最初に入植され、現在グロトン市がある地域が、グロトン町の中の主要ビレッジに発展した。グロトンのビレッジが1903年にボロとして法人化された。1964年、グロトン・ボロの住人が再度グロトン市として法人化した。コネチカット州の都市は、それを囲む町と政府や領域で統合されているのが通常だが、グロトン市は唯一統合されていない都市である。

## 地理
アメリカ合衆国国勢調査局に拠れば、町域全面積は6.8平方マイル (17.5 km2)であり、このうち陸地3.1平方マイル (8.0 km2)、水域は3.7平方マイル (9.5 km2)で水域率は54.39%である。ちなみにグロトン町の全面積は 45.3 平方マイル (117.3 km2) であり、6倍以上ある。

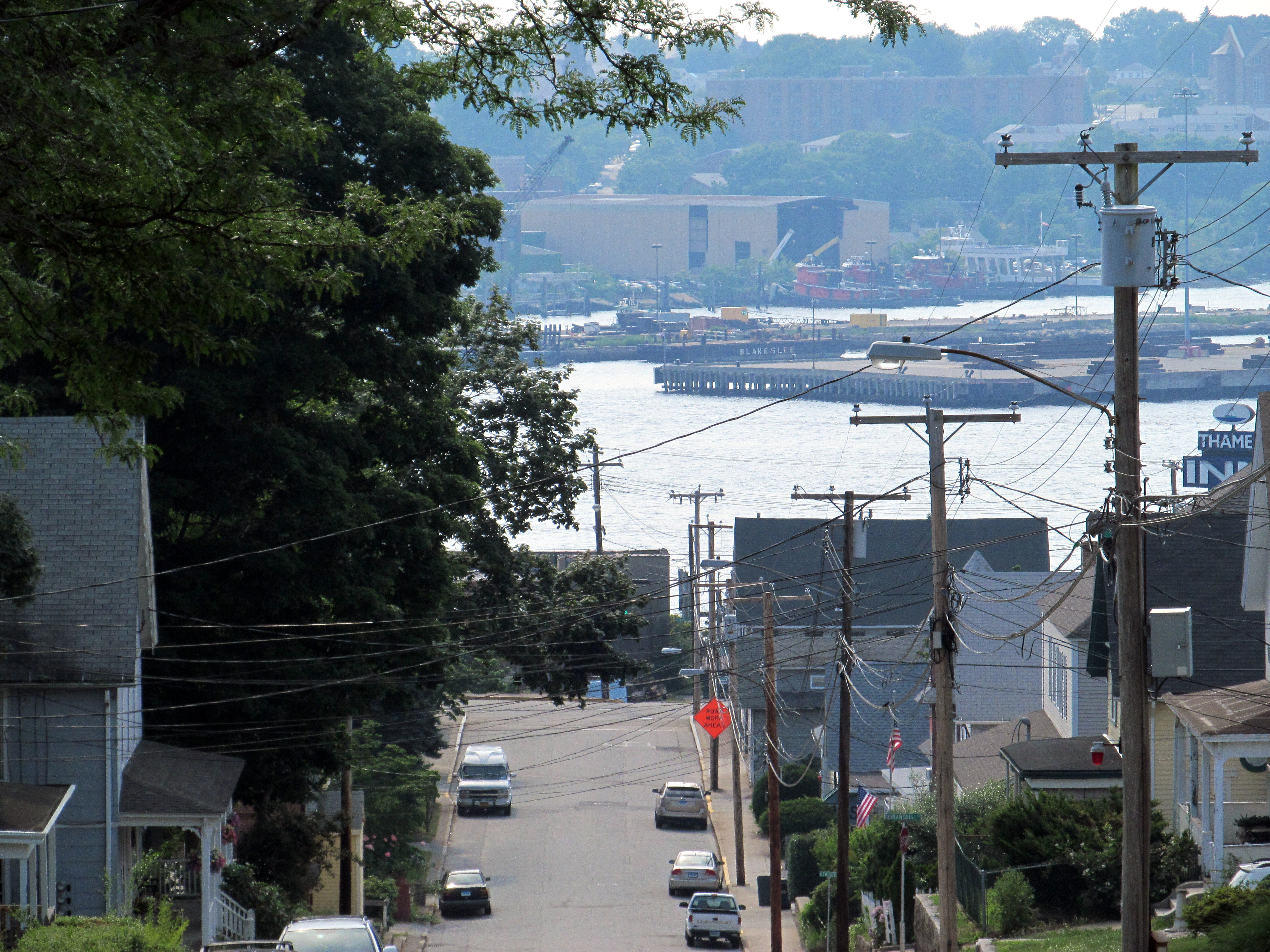
グロトンの風景

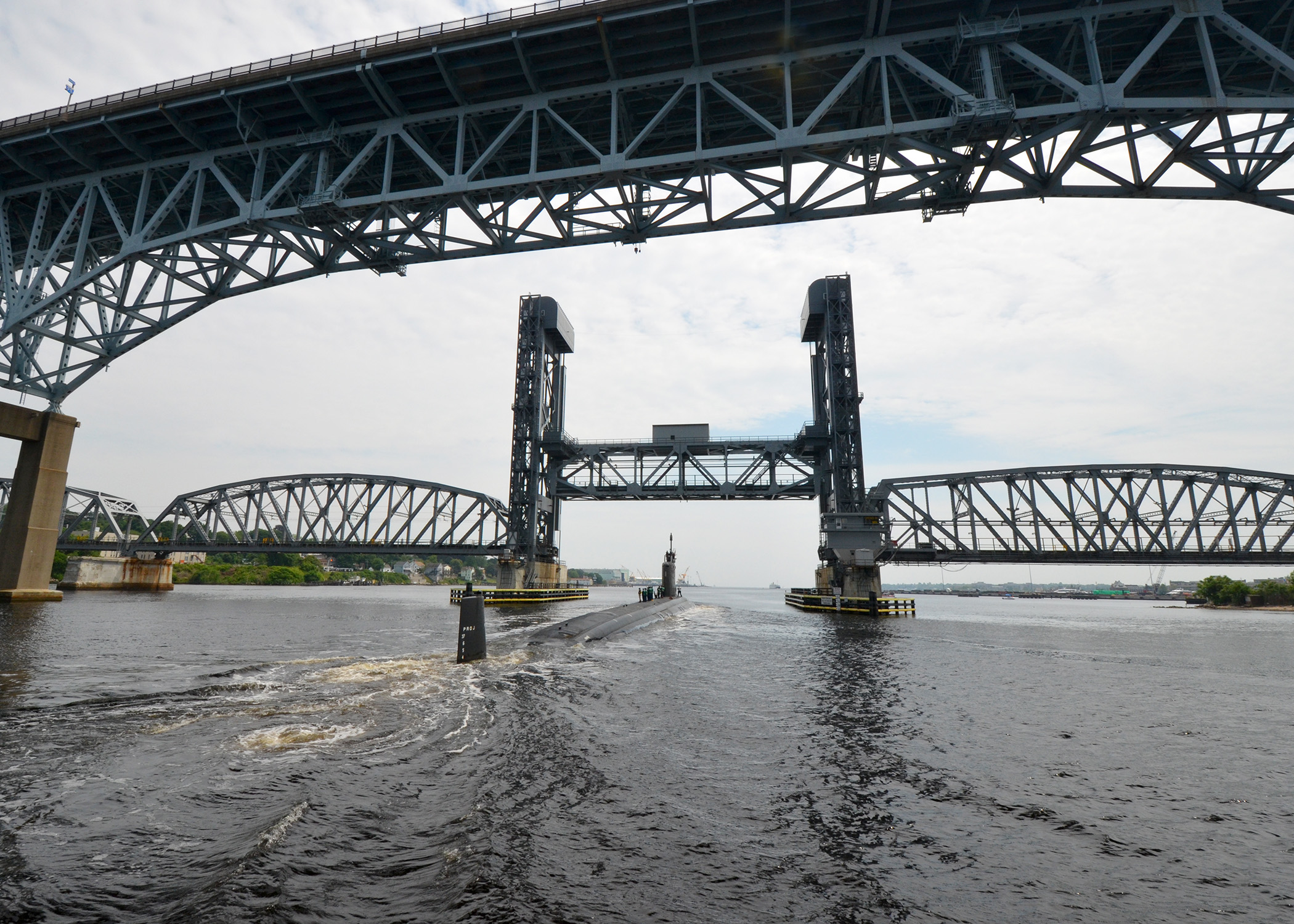
北東回廊の鉄道橋

## 人口動態
以下は2000年国勢調査による人口統計データである。
| 基礎データ - 人口: 10,010 人 - 世帯数: 4,230 世帯 - 家族数: 2,444 家族 - 人口密度: 1,211.6人/km2（3,138.0 人/mi2） - 住居数: 4,569 軒 - 住居密度: 553.0軒/km2（1,432.3 軒/mi2） 人種別人口構成 - 白人: 77.72% - アフリカン・アメリカン: 10.18% - ネイティブ・アメリカン: 0.93% - アジア人: 3.55% - 太平洋諸島系: 0.05% - その他の人種: 2.84% - 混血: 4.74% - ヒスパニック・ラテン系: 7.72% 年齢別人口構成 - 18歳未満: 22.5% - 18-24歳: 15.7% - 25-44歳: 32.9% - 45-64歳: 18.3% - 65歳以上: 10.5% - 年齢の中央値: 32歳 - 性比（女性100人あたり男性の人口） - 総人口: 111.0 - 18歳以上: 113.6 | 世帯と家族（対世帯数） - 18歳未満の子供がいる: 30.2% - 結婚・同居している夫婦: 35.2% - 未婚・離婚・死別女性が世帯主: 17.8% - 非家族世帯: 42.2% - 単身世帯: 33.6% - 65歳以上の老人1人暮らし: 8.3% - 平均構成人数 - 世帯: 2.19人 - 家族: 2.77人 収入と家計 - 収入の中央値 - 世帯: 40,515米ドル - 家族: 43,859米ドル - 性別 - 男性: 32,476米ドル - 女性: 28,510米ドル - 人口1人あたり収入: 22,239米ドル - 貧困線以下 - 対人口: 9.9% - 対家族数: 10.3% - 18歳未満: 16.9% - 65歳以上: 5.8% |

## 著名な出身者
- ハズバンド・キンメル（1882年2月26日 - 1968年5月14日）、アメリカ海軍少将、日本が真珠湾攻撃をしたときに、太平洋艦隊の司令官だった